# 우루과이의 역사
우루과이의 역사는 콜럼버스 이전 시대 또는 초기 역사 (16세기까지), 식민지 시대 (1516년~1811년), 국가 건설 기간 (1811년~1830년), 독립 국가로서의 우루과이의 역사 (1830년)로 구성되어 있다.

## 토착민
인류가 존재한 최초의 흔적은 약 10,000년 전으로, 브라질에서 기원한 문화의 연장인 카탈루냐 문화와 쿠아림 문화의 수렵채집 문화에 속한다. 가장 먼저 발견된 볼라는 약 7,000년 된 것이다. 고대 암각화의 예가 샤망가에서 발견되었다. 약 4,000년 전에, 차루아족과 과라니족들이 이곳에 도착했다. 우루과이의 식민지 시대에는 사냥과 어업으로 살아남은 유목민인 샤르냐족, 차나족, 아라칸족, 과라니족 등의 소수 부족이 거주했다. 1500년대에 유럽인들과 처음 접촉했을 때 약 9,000명의 차루아족과 6,000명의 차나족, 과라니족이 있었던 것으로 추정된다. 우루과이가 독립할 때 유럽인들의 질병과 끊임없는 전쟁의 결과로 원주민들은 거의 사라졌다.
1831년 4월 11일 살시푸에데스의 학살로 유럽인들의 대량 학살이 절정에 달했고, 이 때 대부분의 차루아족들은 프루크투오소 리베라 대통령의 명령으로 우루과이 군대에 의해 살해되었다. 나머지 300명의 차루아족 부녀자와 아이들은 유럽인들 사이에서 가사노예와 하인으로 나뉘었다.

## 식민지화

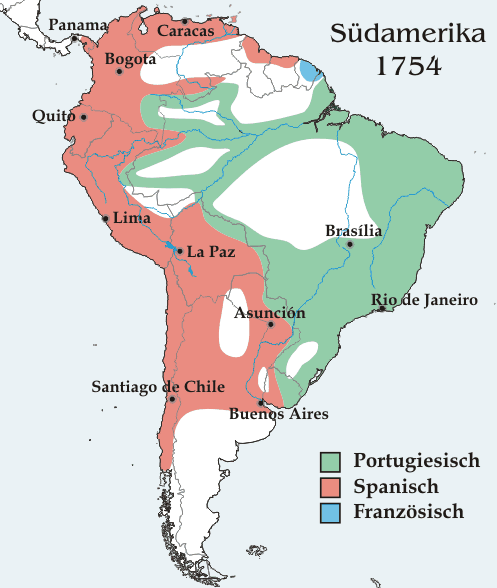
1754년 스페인과 포르투갈의 남아메리카 지배

식민지 시대에 우루과이의 영토는 반다 오리엔탈(우루과이강의 동쪽 둑)으로 알려져 있었으며, 포르투갈령 브라질과 스페인 제국 사이의 완충지대였다. 포르투갈인들은 1512년부터 1513년까지 현재의 우루과이 지역을 처음으로 탐험했다.
그곳에 상륙한 최초의 유럽 탐험가는 1516년 후안 디아스 데 솔리스였지만, 그는 원주민들에 의해 살해당했다. 페르디난드 마젤란은 1520년 몬테비데오의 미래의 장소에 정박했다. 1526년 세바스티안 카봇은 라플라타강을 탐험했지만, 그 당시에는 영구적인 정착지가 세워지지 않았다. 금과 은의 부재는 16세기와 17세기 동안 이 지역의 정착을 제한했다. 1603년 에르난도 아리아스 데 사베드라의 명령에 의해 소와 말이 도입되었고, 17세기 중반에는 그 수가 크게 증가했다. 1624년 스페인 예수회 사람들이 네그로강에 있는 빌라 소리아노에 세운 우루과이 영토에 처음으로 영구적인 정착지를 세웠다.
1680년 포르투갈 식민지 개척자들은 부에노스아이레스에서 반대편 해안인 라플라타강 북안에 콜로니아델사크라멘토를 세웠다. 스페인은 포르투갈의 브라질 국경 확장을 제한하기 위해 노력하면서 스페인의 식민지 활동이 증가했다. 1726년, 스페인인들은 북쪽 강변에 산 펠리페 데 몬테비데오를 세웠고, 그곳의 자연 항구는 곧 부에노스아이레스와 경쟁하는 상업 중심지로 발전했다. 그들은 또한 콜로니아 델 새크라멘토를 점령하기 위해 이동했다. 1750년 마드리드 조약으로 반다 오리엔탈에 대한 스페인의 지배권이 확보되었고, 정착민들은 이곳에 땅을 얻었고 지역적인 카빌도가 만들어졌다.
1776년 수도인 부에노스아이레스에 새로운 리오데라플라타 부왕령이 세워졌고, 반다 오리엔탈의 영토도 포함되었다. 이 무렵, 땅은 소 목장주들 사이에 나뉘었고, 쇠고기는 주요 생산품이 되었다. 1800년까지 10,000명 이상의 사람들이 몬테비데오에 살았고 나머지 지방에는 20,000명이 더 살았다. 이 중 약 30%가 아프리카 노예였다.
19세기 초 우루과이의 역사는 라플라타 분지의 지배권을 놓고 영국, 스페인, 포르투갈, 그리고 지역 식민지 세력 간의 계속되는 충돌로 형성되었다. 1806년과 1807년, 영국-스페인 전쟁 (1796년~1808년) 동안, 영국은 침략을 시작했다. 부에노스아이레스는 1806년에 점령되었고, 그 후 산티아고 데 리니에가 이끄는 몬테비데오의 군대에 의해 해방되었다. 1807년 영국의 새로운 강력한 공격에서 몬테비데오는 10,000명의 영국군에 의해 점령되었다. 그러나 영국군은 두 번째로 부에노스아이레스를 침공할 수 없었고, 리니에는 항복 조건으로 몬테비데오의 해방을 요구했다. 영국은 반도 전쟁이 영국과 스페인을 나폴레옹에 대항하는 동맹국으로 만들었을 때 그들의 공격을 포기했다.

## 근세
외국 무역과 자본의 유치에 초점을 맞춘 훌리오 마리아 상기네티의 경제 개혁은 어느 정도 성공을 거두었고 경제를 안정시켰다. 국가 화합을 촉진하고 민주적 민간 통치의 복귀를 촉진하기 위해, 상기네티는 군사 정권 하에서 인권 침해를 저지른 혐의를 받고 있는 군 지도자들에 대한 논란이 많은 일반 사면의 국민 투표를 통해 대중의 승인을 얻었고, 이전의 게릴라들의 석방을 가속화했다.
1989년 대통령 선거에서 국민당의 루이스 알베르토 라카예가 당선되어 1990년부터 1995년까지 재임했다. 라카예 대통령은 1991년 우루과이가 메르코수르(MERCOSUR)에 편입되는 것을 포함하여 주요 경제 구조 개혁을 시행하고 무역 체제의 추가적인 자유화를 추구했다. 라카예의 임기 동안 경제 성장에도 불구하고, 조정과 민영화 노력은 정치적 반발을 불러일으켰고, 일부 개혁은 국민 투표에 의해 뒤집혔다.
1994년 선거에서 상기네티 전 대통령은 1995년부터 2000년 3월까지 계속된 새로운 임기를 얻었다. 총회에서 단일 정당이 과반수를 차지하지 못하자 국민당은 상기네티의 콜로라도당과 연립정부에 합류했다. 상기네티 정부는 우루과이의 경제 개혁과 메르코수르로의 통합을 계속했다. 다른 중요한 개혁들은 선거 제도, 사회 보장, 교육, 그리고 공공 안전을 향상시키는 것을 목표로 했다. 경제는 1999년 낮은 상품 가격과 주요 수출 시장의 경제적 어려움이 2002년까지 지속된 경기 침체를 야기하기 전까지 대부분의 기간 동안 꾸준히 성장하였다.
1999년 전국 총선은 1996년 헌법 개정에 의해 제정된 새로운 선거 제도 하에서 치러졌다. 4월의 예비선거는 각 정당에 대한 단일 대통령 후보를 결정했고, 10월 31일의 총선거는 입법부에 대한 대표성을 결정했다. 지난 10월 선거에서 과반수를 얻은 대선 후보가 없어 11월 결선투표가 치러졌다. 결선 투표에서 국민당의 지원을 받은 콜로라도당의 후보 호르헤 바트예 이바녜스는 광역전선 후보 타바레 바스케스를 꺾었다.
콜로라도당과 국민당은 입법 연정을 계속했는데, 그 어느 정당도 광역직선 연정에 의해 각 의회의 40%만큼 많은 의석을 얻지 못했기 때문이다. 2002년 11월 블랑코스가 각료들을 내각에서 물러나게 하면서 공식적인 연정은 끝났다.
1999년 브라질 헤알화의 평가절하, 2001년 우루과이의 주요 쇠고기 부문에서 구제역이 발생했고, 마침내 아르헨티나의 정치적, 경제적 붕괴와 함께 5년 임기가 경제 불황과 불확실성으로 특징지어졌다. 실업률은 20% 가까이 올랐고, 실질 임금은 하락했으며, 페소는 평가절하되었으며, 빈곤에 처한 우루과이의 비율은 거의 40%에 달했다.
이러한 악화된 경제 상황은 배틀 행정부와 그 전임자들이 채택한 자유 시장 경제 정책에 대한 여론을 돌리는 데 한 몫을 했고, 2003년 국영 석유 회사와 2004년 국영 물 회사의 민영화 제안의 국민 투표를 통해 대중들의 거부로 이어졌다. 2004년, 우루과이 국민들은 타바레 바스케스를 대통령으로 선출했고, 양원 모두 다수를 차지하게 되었다. 새로 선출된 정부는 우루과이의 대외 채무에 대한 상환을 계속하겠다고 약속하면서도 광범위한 빈곤과 실업 문제를 해결하기 위한 일자리 프로그램을 실시하겠다고 약속했다.
2009년, 전 투파마로, 농업부 장관 호세 무히카가 대통령으로 선출되었고, 2010년 3월 1일 바스케스의 뒤를 이었다.
2003년 이후 노동 인구 150만 명에서 2015년에는 11만 명에서 40만 명으로 4배가량 증가했다. 국제 노동조합 연맹에 따르면, 우루과이는 "근본적인 노동권, 특히 결사의 자유, 단체교섭권, 파업권"을 존중하는 면에서 아메리카 대륙에서 가장 선진적인 국가가 되었다.
2014년 11월, 타바레 바스케스 전 대통령은 대통령 선거에서 중도 우파 성향의 야당 후보 루이스 알베르토 라카예 포우를 누르고 당선되었다. 2015년 3월 1일, 타바레 바스케스는 호세 무히카 대통령의 뒤를 이어 우루과이의 새 대통령으로 취임하였다.
2019년 11월 보수파인 루이스 알베르토 라카예 포우가 선거에서 승리하면서 15년간의 좌파정권의 종말을 고했다. 2020년 3월 1일, 루이스 알베르토 라카예 전 대통령의 아들인 루이스 알베르토 라카예 포우가 우루과이의 새 대통령으로 취임하였다.

## 같이 보기
- 아메리카의 역사
- 아르헨티나의 역사
- 브라질의 역사